# رود واريور أنيمل
رود واريور أنيمل (بالإنجليزية: Road Warrior Animal)‏ هو مصارع محترف أمريكي، ولد في 12 سبتمبر 1960 في فيلادلفيا في الولايات المتحدة، وتوفي في 22 سبتمبر 2020 في أوساغ بيتش في الولايات المتحدة.

## وصلات خارجية
- رود واريور أنيمل على موقع دبليو دبليو إي (الإنجليزية)
- رود واريور أنيمل على موقع WrestlingData.com (الإنجليزية)
- رود واريور أنيمل على موقع CageMatch worker (الإنجليزية)
- رود واريور أنيمل على موقع قاعدة بيانات المصارعة على الإنترنت (الإنجليزية)
- رود واريور أنيمل على موقع عالم المصارعة على الإنترنت (الإنجليزية)
- رود واريور أنيمل على موقع عالم المصارعة على الإنترنت (الإنجليزية)
- رود واريور أنيمل على موقع IMDb (الإنجليزية)
- رود واريور أنيمل على موقع قاعدة بيانات الفيلم (الإنجليزية)